# Raúl Anganuzzi
Raúl Anganuzzi   (Argentina, 20 de juliol de 1906 - Argentina, valor desconegut) va ser un tirador d'esgrima argentí que va competir durant la dècada de 1920.
El 1928 va prendre part en els Jocs Olímpics d'Amsterdam, on va guanyar la medalla de bronze en la prova de floret per equips del programa d'esgrima.